# 무슈미
무슈미(벵골어: মৌসুমী, 1973년 11월 3일 ~ )는 방글라데시의 배우, 모델, 감독이다. 방글라데시 국립 영화상 여우주연상 3회(2001, 2013, 2014) 수상자이다.